# Rödklint
Rödklint (Centaurea jacea) är en upp till 70 centimeter hög ört som liknar blåklint, men skiljer sig från denna framför allt genom att den har röda blommor (mot blåklintens blå). Blommans färg är i stort sett aldrig en ren röd färg utan snarare rödlila eller rödrosa, men färgen ligger alltid närmare röd än blå och blåklinten har en tydligt blå färg som är mycket svår att missta sig på.
Rödklint kan användas för växtfärgning av textilier och har dialektalt kallats gulskära med anledning av de gula färgnyanser som denna växt ger. Benämning enbart skära kan avse ängsskära, Serratula tinctoria, som också är en färgväxt. 
1. ↑  Johan Ernst Rietz: Svenskt dialektlexikon, Gebers, Lund 1867/Malmö 1962, sida 616